# Buchholz (Schaumburgo)
Buchholz é um município da Alemanha localizado no distrito de Schaumburgo, estado da Baixa Saxônia.
Pertence ao Samtgemeinde de Eilsen.